# Йосеф ібн Ях'я
Йосеф Ібн Ях'я (бл. 1250—?) — португальський державний діяч, єврейський мислитель, поет, талмудист. Головний скарбник Португалії. Представник єврейського роду Ях'їв. Народився у Португалії. Син Єгуди. Онук Ях'ї, засновника роду. Мешкав у Лісабоні. Скарбник, двірський і радник португальського короля Саншу I. Був дуже багатим чоловіком. Фундував синагогу в Лісабоні (1260). Автор втраченого коментаря до Талмуду. Батько Шломо. Прізвисько — Старий (івр. הזקן‎, HaZaken).